# IC 877
IC 877 ist ein nichtexistentes Objekt im Sternbild Jungfrau auf der Ekliptik, welches der US-amerikanische Astronom Lewis A. Swift am 28. April 1891 fälschlich als IC-Objekt beschrieb.